# Central térmica de Arona
La central térmica de Arona se sitúa en el municipio de Arona, Montaña Oroteanda, en la isla de Tenerife. Se compone de dos grupos de turbina de gas que utilizan gasóleo como combustible.

## Historia
Cuenta con dos grupos de gas de 24,3 MW de potencia cada uno. Se conectaron a la red en 2003. Los gases calientes que producen las turbinas proceden de la combustión de gasóleo.

## Propiedad
La central térmica de Arona está participada por:
- Endesa  100%